# Kościół św. Józefa w Santa Venera
Kościół św. Józefa (malt. Knisja ta’ San Ġużepp) – rzymskokatolicki kościół w Santa Venera na Malcie. Jest częścią Instytutu św. Józefa prowadzonego przez Towarzystwo Misyjne św. Pawła.

## Historia
Kościół św. Józefa stanowi część Instytutu św. Józefa i został zbudowany w 1906 na działce nabytej od rządu w celu budowy instytutu. 14 maja 1916 kościół został poświęcony przez arcybiskupa Mauro Caruanę. Instytutem i kościołem zarządza obecnie Towarzystwo Misyjne św. Pawła (MSSP).
Restoration Directorate przeprowadził prace konserwatorskie fasady kościoła i dzwonnicy w okresie od lipca 2019 do maja 2020. Projekt, którego koszt wyniósł 59 000 euro został zrealizowany pod kierunkiem architekta Jeana Frendo. 

## Architektura

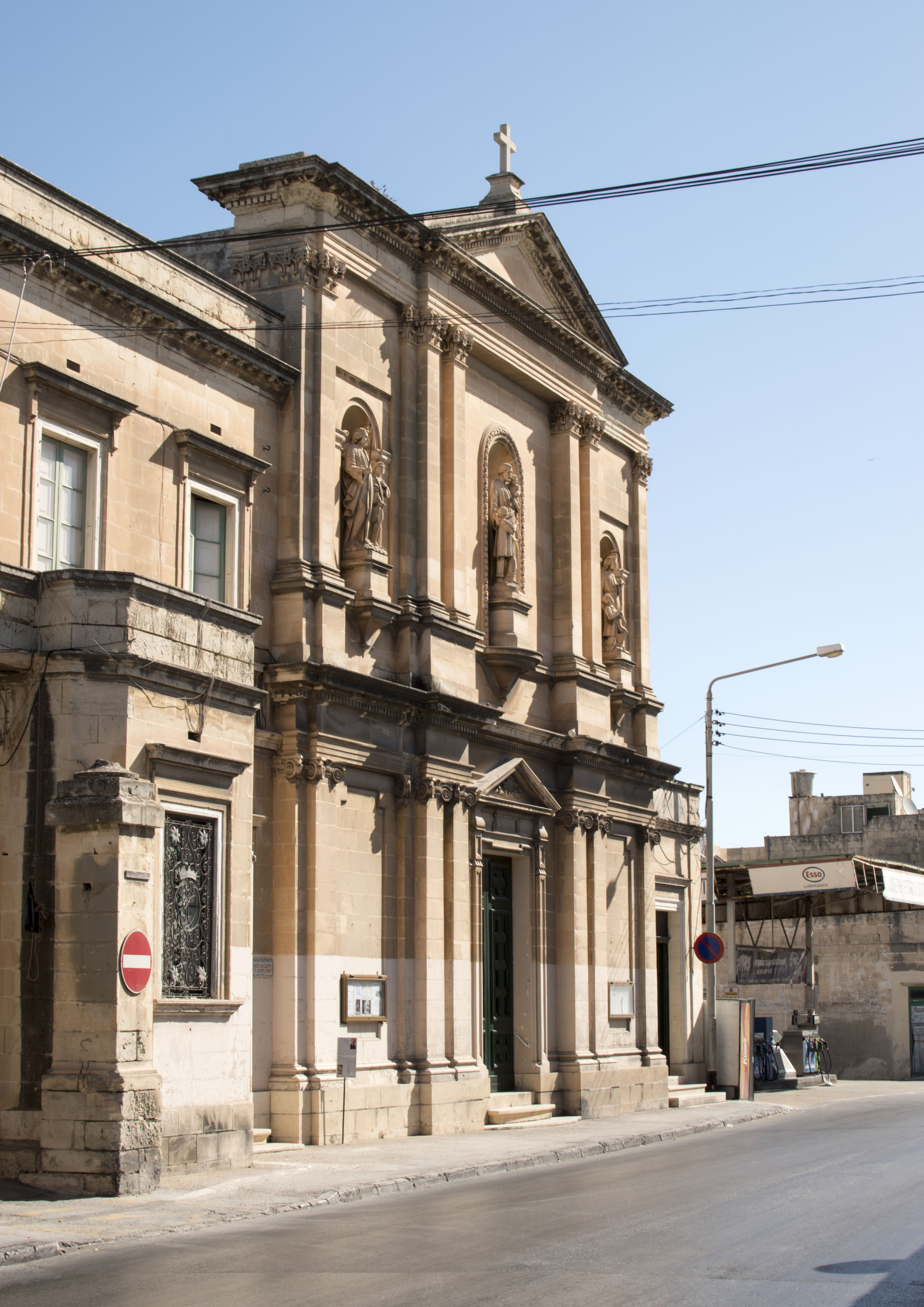
Faada kościoła w 2017

Fasada kościoła jest dwukondygnacyjna, neoklasycystyczna, przy czym dolny poziom charakteryzuje się jońskimi pilastrami; tam też znajduje się główne wejście. Górna kondygnacja ma pilastry korynckie i zawiera centralnie umieszczoną statuę św. Józefa, po bokach której stoją posągi aniołów stróżów. Z tyłu budynku znajduje się niewielka dzwonnica.

### Wnętrze
Wewnątrz kościoła znajdują się trzy ołtarze. Świątynię zdobią też dwa obrazy maltańskiego artysty Lazzaro Pisaniego, przedstawiające Matkę Bożą Różańcową (1919) oraz Modlitwę Chrystusa (1920).